# Panaghia, Dolj
Panaghia este un sat în comuna Calopăr din județul Dolj, Oltenia, România. Satul are circa 736 de locuitori.

## Nume și istorie
Numele satului este de origine greacă , Panaghia / Panayia sau Panagia fiind un titlu acordat Maicii Domnului și folosit în special în Creștinismul Ortodox . O  posibilă origine a numelui satului s-ar datora existenței unor  chilii de maici in zona vetrei vechiului sat, nu există însă documente în acest sens.
Originile satului par a fi undeva spre sfârșitul secolului XVII - inceputul secolului XVIII, satul fiind menționat pentru prima dată în conscripția virmondiană (1722) , regăsindu-l apoi  în catagrafiile din anii 1831, 1840. În anul 1722 satul era așezat pe moșia mănăstirii Segarcea, situație ce se menține și în anii 1828, 1831, până în anul 1863 când, prin legea secularizării, devine proprietatea statului.
Locuirea regiunii pare să fi început în zona numită La Leși , în pădure , spre Radovan . Ulterior, sătenii s-au mutat pe vatra veche a satului, in zona numita Valea Chiliilor - intre Pădurea Radovan și râul Valea Rea.  Datorită faptului că valea era inundabilă, s-au stabilit in cele din urmă pe platoul înalt unde se află  satul de astăzi. 
Satul a facut parte din categoria satelor mixte, adunate, nefiind un sat aservit ( boieresc) .
La 1848 locuitorii participă la revoluție, se depune jurământ pe Constituție. avem patru voluntari în tabăra lui Magheru .
1877-1878 Războiul de Independență : locuitori ai satului participă la război , 3 morți  .
1916-1918 România intră în Primul Război Mondial :  satul Panaghia – 1 mort, 12 răniți – în cinstea acestora s-a ridicat un monument;
1941-1945 Al Doilea Război Mondial :  au murit pe front 23 de locuitori.
Prin reforma agrară din 1864, pe această moșie au fost împroprietăriți 114 locuitori.
În 10 iunie 1884 se constituie “Domeniile Coroanei”, preluând 12 moșii din județul Dolj: Sadova și Segarcea. Pentru o mai bună administrare și exploatare, domeniile Sadova și Segarcea au fost împărțite în 9 secțiuni sau ferme. Domeniul Segarcea cuprindea și ferma Panaghia în suprafață de 1072,55 ha. Terenul arabil se lucra în dijmă cu locuitorii din comună care se aflau pe domeniu și cu cei din comunele învecinate, folosindu-se, totodată, și lucrători salariați. Prin legea de expropiere din anul 1918, întreaga suprafață a devenit a statului, pe ea fiind împroprietăriți, în anul 1921, 98 locuitori din Panaghia. Prin reforma agrară din anul 1945 au fost împroprietăriți alți 46 de săteni. Localitatea a fost complet colectivizată în anii 1961-1962 .
Pentru o perioadă Panaghia a fost comună:  se înființează în anul 1925 , fiind ulterior desființată în anul 1965 prin includerea subunităților sale administrative în comuna Calopăr. A făcut parte din plasa Segarcea (1925-1950) și din raionul Segarcea (1950-1965). A fost formată din satele Panaghia și Sălcuța .
Primăria comunală avea obligația de a alcătui și a administra bugetul de venituri și cheltuieli al așezării respective, de a percepe taxele și impozitele stabilite prin lege, de a stabili, în interesul comunei, taxe noi, de a întreține curățenia în perimetrul localităților din raza sa de competență, de a repara drumurile, de a proteja pădurile comunale, de a construi și întreține  localurile școlilor, bisericii și primăriei. În numeroase cazuri, autoritatea administrativă a comunei intervenea ca arbitru în conflictele izbucnite din nerespectarea învoielilor agricole de către arendași și locuitorii învoiți, participând deseori la dijmuirea produselor, în cazul în care una  dintre părțile interesate amâna această operațiune. De asemenea, cu ocazia unor evenimente de interes național, primăria avea obligația de a sprijini autoritățile militare în efectuarea rechizițiilor în vederea aprovizionării armatei. 

## Primar
Daniel Bobin

## Personalități
Cel mai cunoscut locuitor al Panaghiei a fost sculptorul Anton Barbu, cel care a realizat statuia lui Ion Oblemenco din fața stadionului care îi poartă numele, doamna Elena Cuza, din fata ColegiuluI National „Elena Cuza“, Mihai Viteazul de la Calugareni, fresca bisericii din Rudari - Olt, zeci de poezii anticomuniste, precum si multe alte opere, ramase aproape necunoscute, poarta semnatura sa. 

## Religie
În această localitate se află și o biserica ortodoxă ctitorită în anul 1919, care aparține de Mitropolia Olteniei.
Imagine:

## Educație
Conform monografiei intocmite la editura "Biblioteca Populara" a Administratiei Domeniului Coroanei - Carticica XLIII - se precizeaza că scoala Panaghia s-a infiintat in 1892. In 1928 sub conducerea ca primar a lui Marin Gavriloiu s-au construit: localul de scoala primara cu doua sali de clasa, cancelarie si locuinta pentru director in Salcuta. Mentionam ca s-au construit cu subventie din partea judetului dar si a proprietarului Constantin Prejbeanu, boierul care a donat terenul pentru scoala si "obolul" locuitorilor comunei. In 1944 erau doua scoli primare in satele Panaghia si Salcuta iar din 1952 a luat fiinta scoala de 7 ani care ulterior s-a transformat in invatamant de 8 ani in satul Salcuta in conacul fostului proprietar Constantin Prejbeanu. Tot in aceasta perioada s-a organizat si un internat unde pana in anul 1960 s-a servit masa si cazarea pentru copiii satelor Dâlga, Belcin, Calopăr, Bâzdâna, Foișor si Radovan. In aceste conditii, scoala internat Salcuta a fost de un real folos taranilor si oamenilor fără posibilitati materiale, creand astfel conditii pentru studiul elevilor ce proveneau din aceste localitati si care nu puteau frecventa scolile din Craiova. In anul 1952 se incepe constructia localului de scoala din Panaghia si se realizeaza imprejmuirea scolii din Salcuta. In perioada 1962-1965 s-a realizat electificarea satelor Panaghia si Salcuta si inclusiv a celor 2 scoli oferind astfel conditii mai bune de studiu elevilor. Desi functioneaza in cladirea unui vechi conac boieresc construit in 1880 de boierul Constantin Prejbeanu, in perioada 2002-2003 Scoala Salcuta a fost reabilitata prin Programul de reparatii capitale finantat de Banca Mondiala. De asemenea si scoala cu clasele I-IV Panaghia a fost reabilitata prin acelasi program.
In prezent Scoala Salcuta si structurile din subordine au in total 262 de elevi repartizati astfel: 4 clase gimnaziu cu 81 elevi, 6 clase I-IV cu 105 elevi la scoala Salcuta, 2 clase simultan la structura Panaghia cu 31 elevi, 1 grupa mixta la gradinita Salcuta cu 24 elevi, 1 grupa mixta la gradinita Panaghia cu 21 elevi. Cursurile se desfasoara intr-un singur schimb intre 8:00-14:00. In scoala noastra isi desfasoara activitatea 20 de cadre didactice din care: 2 educatoare, 8 invatatoare, 10 profesori cu diverse specialitati (din care 7 titulari) Cei mai multi elevi provin din familii de rromi si au situatie sociala si materiala improprie iar educatia pentru ei nu este chiar pe primul plan si tocmai de aceea intampinam o serie de greutati in procesul instructiv-educativ.
Sursa:scoalasalcuta.ro

## Cod postal
207135

## Imagini Panaghia
[nefuncțională]

[nefuncțională]

[nefuncțională]

[nefuncțională]